# The Moonbase
The Moonbase (La Station Lunaire) est le trente-troisième épisode de la première série de la série télévisée britannique de science-fiction Doctor Who, diffusée pour la première fois en quatre parties hebdomadaires du 11 février au 4 mars 1967. De cet épisode, qui voit le retour dans la série des Cybermen seule la moitié a été conservée.

## Accroche
2070, le Docteur et ses compagnons se retrouvent dans une base lunaire dont les occupants semblent atteints par un mal mystérieux. Alors que Jamie est souffrant, des Cybermen apparaissent et tentent de prendre possession de la base.

## Casting
- Patrick Troughton — Le Docteur
- Anneke Wills — Polly
- Michael Craze — Ben Jackson
- Frazer Hines — Jamie McCrimmon
- Patrick Barr — Hobson
- André Maranne — Benoit
- Michael Wolf — Nils
- John Rolfe — Sam
- Mark Heath — Ralph
- Alan Rowe — Voix de la patrouille spatiale / Dr Evans
- Denis McCarthy — Voix de Rinberg
- Barry Ashton, Derek Calder, Arnold Chazen, Leon Maybank, Victor Pemberton, Edward Phillips, Ron Pinnell, Robin Scott, Alan Wells, Mark Heath — Scientifiques
- John Wills, Sonnie Willis, Peter Greene, Keith Goodman, Reg Whitehead — Les Cybermen
- Peter Hawkins — Voix des Cybermen

## Résumé
Alors qu'il pense avoir atterri sur Mars, il s'avère que le Docteur a posé son TARDIS sur la Lune en 2070. Vêtu de combinaisons spatiales, le Docteur, Ben, Polly et Jamie s'amusent avec la gravité lunaire, mais Jamie se blesse involontairement.
Ils trouvent une base lunaire internationale, chargée de surveiller et de contrôler les changements météorologiques de la Terre grâce à une machine nommée le Gravitron. Celle-ci est en quarantaine car un étrange virus a fait tomber une partie de leur équipe dans le coma. Celui-ci fait apparaitre des dessins sur les veines et Evans, le médecin de la base fut le premier à en mourir. La station subit d'autres crises : un des membres, Ralph, a disparu dans la salle de stockage et leurs ondes radios semblent avoir été captées par un autre récepteur.
Accueillis avec méfiance par Hobson, le chef de la base, le Docteur et ses compagnons amènent Jamie à l'infirmerie où le jeune homme se met à délirer à propos d'un "joueur de cornemuse fantôme" qui apparait aux McCrimmon au moment de leur mort. Alors que le Docteur, Ben et Hobson constatent que le corps du Dr Evans a disparu, Jamie voit le "fantôme" arriver dans l'infirmerie : il s'agit d'un cyberman. Il ne fait pas attention à Jamie et enlève le corps d'un patient.
Polly qui a vu la silhouette distinctive du cyberman sortant de la pièce tente d'alerter Hobson. Celui-ci ne la croit pas car les Cybermen ont été éradiqués, 90 ans plus tôt. Hobson confie au Docteur le soin de faire des recherches sur le mal qui atteint les scientifiques, mais celui-ci n'a pas fait de science depuis longtemps et ne trouve pas de solution.
Le temps passant, Hobson fait moins confiance au Docteur, estimant que celui-ci est arrivé au moment où sont apparus leurs ennuis. Jamie est toujours très fiévreux, et délirant. Après avoir tourné Hobson en ridicule, le Docteur propose de boire le café avec lui et quelques membres de l'équipage. C'est alors qu'un des équipiers s'effondre au sol et le Docteur tarde pas à comprendre que le virus (en réalité un poison) vient du sucre. Le Docteur demande encore si la Base a été fouillée, et ils découvrent que seule l'infirmerie n'a jamais été inspectée. Alors qu'ils se trouvent à l'intérieur, un Cyberman qui s'était fait passer pour un patient se lève.
Le cyberman ordonne à tout le monde de rester calme pendant la suite des opérations. En examinant le groupe, il reconnaît le Docteur ce que ce dernier lui confirme  d'une voix blanche. Hobson prend les devants et demande au Cyberman ce que sont devenus les membres affectés du virus qui ont disparu. Le cyberman répond qu'ils ont été altérés afin d'être contrôlés par les Cyberman, mais restent toujours humains.
Le cyberman envoie toute l'équipe de la Base, ainsi que le Docteur dans la salle de contrôle. Son but est de prendre le contrôle de la Base et de se servir du Gravitron afin d'éliminer la vie sur Terre. Leur planète n'existant plus, ils tiennent à en prendre le contrôle afin de pouvoir s'en servir.
Alors que Jamie reprend des forces, Ben et Polly, toujours dans l'infirmerie, réfléchissent à un plan pour se débarrasser des Cybermen. Pendant que le Cyberman infiltré dans la base envoie les humains altérés s'occuper des réglages de la Base et du Gravitron, Ben et Polly mélangent tous les produits susceptibles de venir à bout des Cybermen. Le Docteur se cache entre les bureaux de la salle de contrôle et comprend que les hommes "altérés" sont contrôlés par des ondes soniques.
Ben, Polly et Jamie, entrent dans la salle et jettent leur mélange sur le Cyberman qui s'effondre. Reprenant le contrôle, Hobson et ses hommes détectent toute une troupe de Cybermen qui est prête à prendre d'assaut la base lunaire.
Hobson contacte la Terre pour qu'ils envoient du renfort. Un des altérés, Evans, est reprogrammé à distance par les Cybermen. Profitant que tout le monde est occupé, il s'infiltre dans la salle de contrôle puis dans le sas de contrôle du Gravitron. Il assomme l'homme qui est en responsable, prend sa place et les Cybermen lui envoient de nouvelles coordonnées à rentrer dans le Gravitron.
Observant l'arrivée de la fusée de secours, Jamie fait remarquer qu'elle change de trajectoire. Le Gravitron, reprogrammé et dirigé par Evans la renvoie vers le Soleil. Le Docteur comprend que ce qui vient de se passer a été causé par le Gravitron, et l'équipage découvre Evans aux commandes.
Les Cybermen lancent un ultimatum à la base lunaire, leur demandant de les laisser rentrer et gérer le Gravitron, au lieu de devoir employer la force. Quand l’ultimatum est refusé, un tir laser perce une des parois de la Base, qu'Hobson et Ben tentent de boucher avec une chemise avant de réussir avec un plateau à café.
Les Cybermen assemblent alors un canon laser leur permettant de tirer sur la Base par deux fois, mais le Gravitron dévie leurs tirs. Le Docteur pense alors à se servir du Gravitron contre les Cybermen en modifiant le chant de gravité de la lune, ils parviennent à faire s'envoler les Cybermen ainsi que leurs vaisseaux.
La base lunaire sauvée, le Docteur et ses compagnons repartent dans le TARDIS. Partis pour une nouvelle destination, Polly aperçoit la main étrange d'un alien sur le scanner.

## Continuité
- L'épisode reprend exactement au même moment où se finissait l'épisode précédent et introduit l'épisode suivant.
- On revoit "l'International Space Commands", un organisme déjà apparu dans « The Tenth Planet »
- Hobson refuse de croire au retour des Cybermen car la planète Mondas a explosé "90 ans plus tôt", ce qui se passe effectivement précédemment dans « The Tenth Planet »
- Les Cybermen ont évolué par rapport à leur première apparition : leurs masque est en fer, ils ont des gants et adoptent une voix bien plus robotisée.
- Tout comme les Daleks dans « The Power of the Daleks » les Cybermen reconnaissent le Docteur bien qu'il ait changé de visage.

## Production

### Scénarisation
Il était prévu de faire réapparaître les Cybermen dans la série et ce avant même que le premier épisode qui les fasse apparaître (« The Tenth Planet ») ne soit diffusé. En effet, le producteur Innes Lloyd souhaitait de nouveaux monstres récurrents qui puissent remplacer les Daleks jugés trop utilisés et un peu datés. Il était assez satisfait des Cybermen et il approcha son cocréateur, Kit Pedler pour qu'il écrive un nouvel épisode mettant en scène les Cybermen sur la Lune. Le programme Apollo rendait le sujet d'actualité et Gerry Davis, le script-éditor (responsable des scripts) de la série et autre cocréateur de la série, jugeait possible d'utiliser une grande partie du plateau pour pouvoir simuler un décors lunaire et de filmer le reste dans des parties plus exiguë. Une méthode qu'il reprendra pour les autres épisodes.
Le script de l'épisode, nommé provisoirement "The Return of Cybermen" (le retour des cybermen) fut commandé le 18 novembre 1966 et à l'époque de son écriture, Kit Pedler ignorait qu'un autre personnage régulier, Jamie serait à rajouter dans le script. Devant faire des modifications, Pedler limitera l'apparition du personnage en le rendant malade durant 3 épisodes et effaçant le rôle d'un scientifique pour le faire jouer par Ben. Il laissera aussi Davis en réécrire une partie pour développer le personnage de Jamie. Dans la première version du script, des noms sont donnés aux Cybermen (comme dans "The Tenth Planet") une idée abandonnée afin de les rendre plus impersonnels.
À la suite des changements dans les plannings de la série, le 6e épisode de la saison devait être un épisode de William Emms, intitulé "The Imps" mais celui-ci est tombé malade et n'a jamais pu terminer son script. L'épisode fut abandonné officiellement le 10 janvier et l'épisode qui avait maintenant pour nom définitif "The Moonbase" fut commandé plus tôt que prévu.

### Casting
- Non crédité, l'acteur John Levene joue un Cyberman. Il rejoua dans le costume d'un Yéti dans « The Web of Fear » puis le rôle permanent du Sergent Benton.
- John Rolfe était déjà apparu dans « The War Machines » et réapparut plus tard dans « The Green Death »

### Pré-production
Il fut demandé à la costumière Sandra Reid de changer le costume des Cybermen afin de leur donner un côté bien plus robotique. Les cagoules qui entouraient le visage des acteurs furent remplacées par des casques et la voix "chantantes" des personnages par une voix synthétique.

### Tournage
Cet épisode fut réalisé par Morris Barry, un ancien acteur reconverti dans le métier de réalisateur au milieu des années 1950 pour des séries comme Z-Cars, Compact ou 199 Park Lane.
Le tournage commença par les scènes lunaires, filmées du 17 au 20 janvier dans les studios d'Eelings.
Comme souvent, chaque partie fut tournée au studio 1 de Riverside, les épisodes étant répétés toute la semaine avant d'être enregistrés d'un seul tenant dans la journée du samedi. La première partie fut enregistrée le 4 février 1967, soit une semaine avant sa diffusion, ce qui laissait peu de place pour corriger les erreurs ou post-produire l'épisode. Durant cette première semaine de tournage, le décor du Gravitron s'écroula sur Patrick Troughton. Fort heureusement l'acteur ne fut que légèrement blessé et le décor fut reconstruit.
À l'origine, l'acteur français André Maranne devait jouer un personnage du nom de Jules et portait un costume avec un énorme J dessus. Hélas, le nom de son personnage s'étant changé en "Benoit" il fut décidé qu'il porterait un foulard pour le masquer. La troisième partie devait inclure une scène où Benoit et Hobson croisent un Cyberman, mais la scène, trop longue pour l'épisode, a été supprimée. On y apprenait que les Cybermen survivant de l'explosion de Mondas avaient trouvé refuge sur une planète nommée Telos.
Cet épisode marque la fin des tournages de la série Doctor Who dans les studios de Riverside. Ces studios assez grands étaient idéaux pour la série et la première productrice de Doctor Who, Verity Lambert s'était battue pour les avoir. Ainsi, le 25 février pour le tournage de la quatrième partie de ce sérial, la série retrouve le studio D de Lime Grove, jugé assez exigu et l'enregistrement sonore est assez compliqué. Beaucoup des voix ont dû être réenregistrées en post-production. De plus, une partie de The Macra Terror fut enregistrée en parallèle lorsque l'équipe de production était encore à Riverside.
Les tirs du laser utilisé par les Cyberman ont été réassemblés par un effet optique.

## Diffusion et Réception
| Épisode | Date de diffusion | Durée | Téléspectateurs en millions | Archives                                |
| --- | ----------------- | ----- | --------------------------- | --------------------------------------- |
| Épisode 1 | 11 février 1967   | 24:12 | 8,1                         | Bande audio et quelques extraits vidéos |
| Épisode 2 | 18 février 1967   | 24:42 | 8,9                         | Films 16 mm                             |
| Épisode 3 | 25 février 1967   | 26:11 | 8,2                         | Bande audio et quelques extraits vidéos |
| Épisode 4 | 4 mars 1967       | 23:28 | 8,1                         | Films 16 mm                             |
| L'épisode fit un bon score d'audience qui confirmera la popularité des Cybermen et va amorcer leur retour dans la saison 5. |                   |       |                             |                                         |

Le Rapport d'audience de la BBC arrivera avec des critiques assez positives : les téléspectateurs ont aimé l'idée d'une base météorologique sur la Lune et les Cybermen plaisent.
Neil Gaiman dira qu'il s'agit du premier épisode de Doctor Who qu'il ait vu et que celui-ci l'a inspiré pour écrire l'épisode « Le Cyberplanificateur » en 2013.
La critique moderne a tendance à ne pas trop aimer cet épisode : pour le livre "Doctor Who : The Discontinuity Guide" (1995), il s'agit d'un épisode illogique et ennuyeux et le "Doctor Who : Television Companion" (1998) juge qu'il s'agit juste d'un remake de « The Tenth Planet » se situant sur la lune et non plus sur une base arctique, même s'il le juge bien mieux écrit que le précédent. Bruce Campbell juge en 1988 dans "A Voyage Through 25 Years of Doctor Who" qu'il s'agit d'une sorte de "reboot" des Cybermen avec des costumes bien plus proches de ceux que la série va garder et Patrick Mulkern, en 2009 pour le site "Radio Times", saluera aussi ce changement de costume. Il sera bien plus clément avec l'épisode dont il aime l'atmosphère malgré l'impossibilité scientifique.
En 2010, le magazine SFX placera le moment où le Docteur rebouche une fissure spatiale avec un plateau à thé dans le top 25 des moments les plus idiots de la série. La même année, sur le site Io9, Charlie Jane Anders classera le moment où les Cybermen avancent vers la station spatiale dans la liste des plus grands cliffhangers de Doctor Who.

### Épisodes manquants
Dans les années 1970 à des fins d'économie, la BBC détruisit de nombreux épisodes de Doctor Who. La BBC n'a plus que les parties 2 et 4 de l'épisode. La bande audio et des captures d'écrans (les "télésnaps" inventions de la BBC) purent permettre de reconstruire cet épisode, notamment sous forme de roman photo

## Novélisation
L'épisode fut novélisé sous le titre de « Doctor Who and the Cybermen » par Gerry Davis lui-même, en février 1975 sous le numéro 14 de la collection Doctor Who des éditions Target Book. Le livre commence par l'Histoire des Cybermen et Ben et Polly y sont présentés comme des jeunes gens des années 1970 afin que le public s'identifie mieux à eux. Cette novélisation fut traduite en turc en juin 1975 sous le titre "Doktor Kim ve Sibermenler".

## Édition CD, VHS DVD et diffusion en ligne
L'épisode n'a jamais été édité en français, mais a connu plusieurs éditions au Royaume-Uni, en Australie et aux États-Unis.
- En juillet 1992, la partie 2 et 4 de cet épisode est sortie de VHS dans le coffret "Cybermen - The Early Years."
- La deuxième et quatrième partie et la bande sonore de cet épisode sont sorties dans le coffret DVD "Doctor Who, Lost in Time" sorti en novembre 2004 et réunissant des passages d'épisodes perdus.
- La bande son de l'épisode retrouvée par les fans a été éditée sur CD le 2 avril 2001 avec la voix off de Frazer Hines servant d'introduction et de lien entre les différents passages. Cette bande son fut rééditée le 4 août 2011 dans le coffret "Doctor Who, the Lost Episodes - Collection Three."
- De nombreuses reconstructions non officielles de cet épisode existe. Celle de Loose Cannon [11] fut publiée en septembre 2002. L'épisode, diffusé gratuitement par VHS est constitué d'un diaporama à partir des bandes son, des télésnaps de l'épisode. Elle y inclut également une introduction et une conclusion par Sylvester McCoy (le 7e Docteur), un mini-documentaire sur le making of de l'épisode et l'interview de Sylvester McCoy.
- Un internaute a reconstruit la première et la troisième partie de l'épisode en utilisant les bandes sonores et en animant les photos et les télé-snaps de l'époque d'une manière qui rappelle celle utilisée par Terry Gilliam dans les épisodes du Monty Python's Flying Circus.
- Une édition DVD est sortie le 20 janvier 2014 et contient les parties 2 et 4 restaurées numériquement, tandis que les parties 1 et 3 ont été reconstituées sous forme de dessins animés. De nombreux bonus complètent cette édition.